# Waste Management Remixes
Waste Management Remixes è il secondo album di remix del duo musicale russo t.A.T.u., pubblicato il 29 marzo 2011 dalla T.A. Music.
È l'ultimo lavoro discografico del duo prima del suo scioglimento definitivo, avvenuto contemporanemente alla sua pubblicazione.

## Descrizione
L'album contiene i remix dei brani di Waste Management e di Vesëlye ulybki (solo tre brani di quest'ultimo), ed è stato distribuito il 29 marzo 2011. Il progetto è stato realizzato dai partecipanti al concorso indetto dal sito Kroogi.com nel 2010, per il quale i concorrenti dovevano creare remix dei brani del nuovo album, con il risultato che le 16 tracce vincenti sarebbero state pubblicate in un album raccolta.
Le t.A.T.u. annunciarono che il lavoro sarebbe stato reso disponibile solo in formato digitale nei principali negozi online, come Amazon e iTunes. La cover dell'album fu rivelata Il 15 novembre 2010. Come comunicato su Kroogi.com nel dicembre dello stesso anno, un numero limitato di copie sarà reso disponibile in formato fisico.
I remix scelti possono essere ascoltati sul sito ufficiale Kroogi delle t.A.T.u. o su iTunes e Spotify.

## Tracce
Waste Management Remixes 1
1. Time of the Moon (Jamcat Jr. Remix) – 4:57
2. Little People (Jamcat Jr. Remix) – 4:21
3. Time of the Moon (Zo-Ya And Weed Remix) – 4:29
4. Ne žalej (Korobki-Mix) (Twenty Four Remix) – 3:10
5. Time of the Moon (Dub Remix) – 4:02
6. Don't Regret (Schecter Remix) – 3:48
7. Time of the Moon (Baraka Remix) – 5:25
8. Time of the Moon (Alex Theory & Gaudi Remix) – 5:58

Waste Management Remixes 2
1. Ne žalej (Muravski Remix) – 3:34
2. White Robe (Anair Remix) – 3:41
3. Time of the Moon (Magø's Lunar Lander Remix) – 7:25
4. White Robe (Shinigami's Kitchen Remix) – 8:57
5. Čelovečki (Distorted Remix) – 4:19
6. Don't Regret (Adir Remix) – 6:23
7. Time of the Moon (Aimoon Psy-Trance Remix) – 8:54
8. Time of the Moon, Belyj plaščik & Ne žalej (Chattanooga Ska Orchestra) – 3:46